# Ферми (лунный кратер)
Кратер Ферми (лат. Fermi) — большой древний ударный кратер в южном полушарии обратной стороны Луны. Название присвоено в честь итальянского физика Энрико Ферми (1901—1954) и утверждено Международным астрономическим союзом в 1970 г. Образование кратера относится к донектарскому периоду.

## Описание кратера

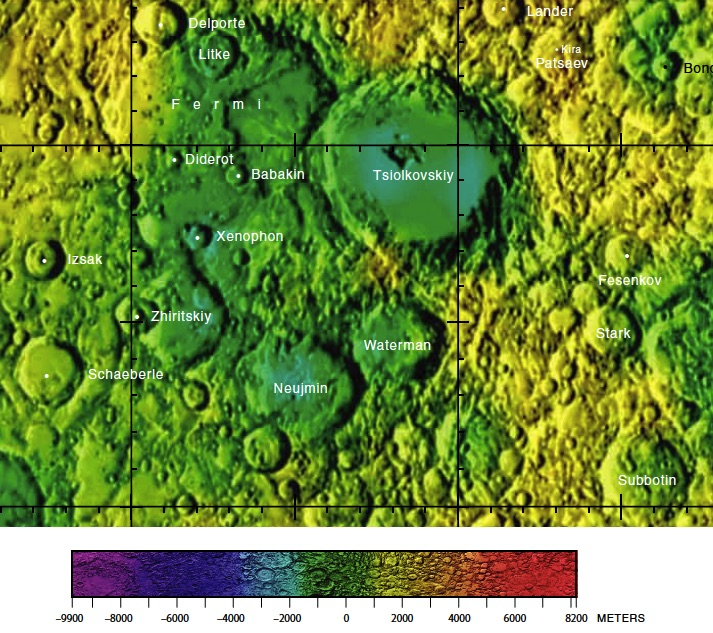
Окрестности кратера Ферми. Фрагмент карты обратной стороны Луны.

Восточная часть чаши кратера Ферми перекрыта кратером Циолковский. Другими его ближайшими соседями кратера являются кратер Кондратюк на западе-северо-западе; кратер Данжон на севере; кратеры Ширакаци и Добровольский; кратеры Неуймин и Уотермен на юге-юго-востоке; кратер Жирицкий на юге-юго-западе и кратер Ижак на юго-западе. Северо-западная часть вала кратера Ферми перекрыта крупным кратером Дельпорт; в северной части чаши расположен кратер Литке. В южной части чаши расположены кратеры Дидро и Бабакин, а в южной части внутреннего склона вала находится кратер Ксенопонт. Селенографические координаты центра кратера 19°37′ ю. ш. 123°14′ в. д. / 19,61° ю. ш. 123,24° в. д., диаметр 241,4 км, глубина 3  км. 
Кратер Ферми имеет полигональную форму и значительно разрушен за длительное время своего существования. Вал сглажен и перекрыт множеством кратеров различного размера, лучше всего сохранился в северной части, южная часть вала практически сравнялась с окружающей местностью. Образование кратера Циолковский значительно изменило топографию чаши кратера Ферми, приведя к образованию многочисленных параллельных борозд в северо-восточной части чаши и системы хребтов параллельных западному участку вала кратера Циолковский, большая часть чаши покрыта породами выброшенными при его образовании. Сравнительно сохранившаяся северо-западная часть чаши испещрена множеством маленьких кратеров.
На западе от кратера Ферми, в точке с селенографическими координатами 18°42′ ю. ш. 117°41′ в. д. / 18,7° ю. ш. 117,68° в. д., находится ориентированный с юга на север уступ или удлиненное возвышение, в котором некоторые наблюдатели склонны видеть инопланетный космический корабль, что является не более чем примером парейдолической иллюзии.

## Сателлитные кратеры
Отсутствуют.

## Галерея

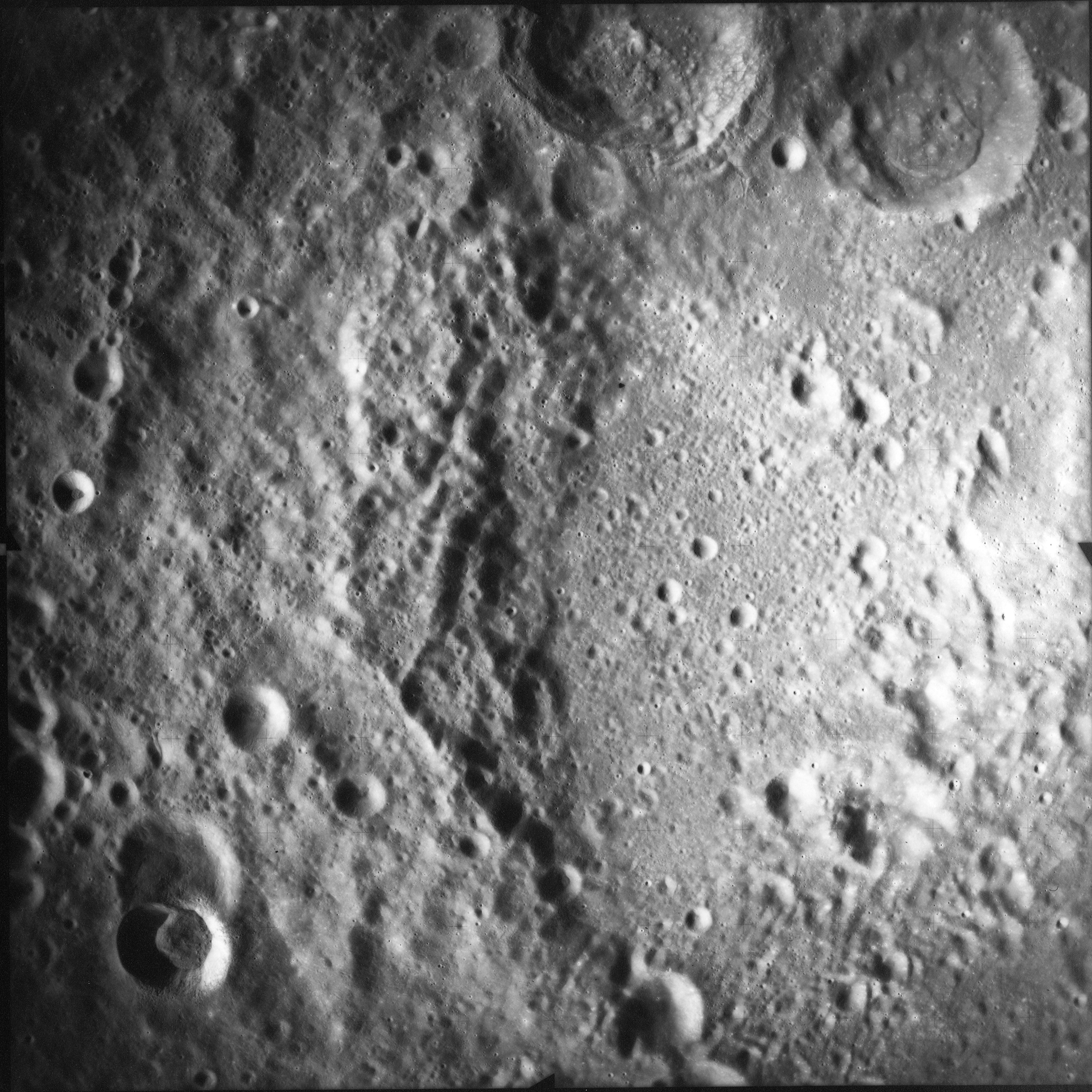
Снимок кратера с борта Аполлона-15.
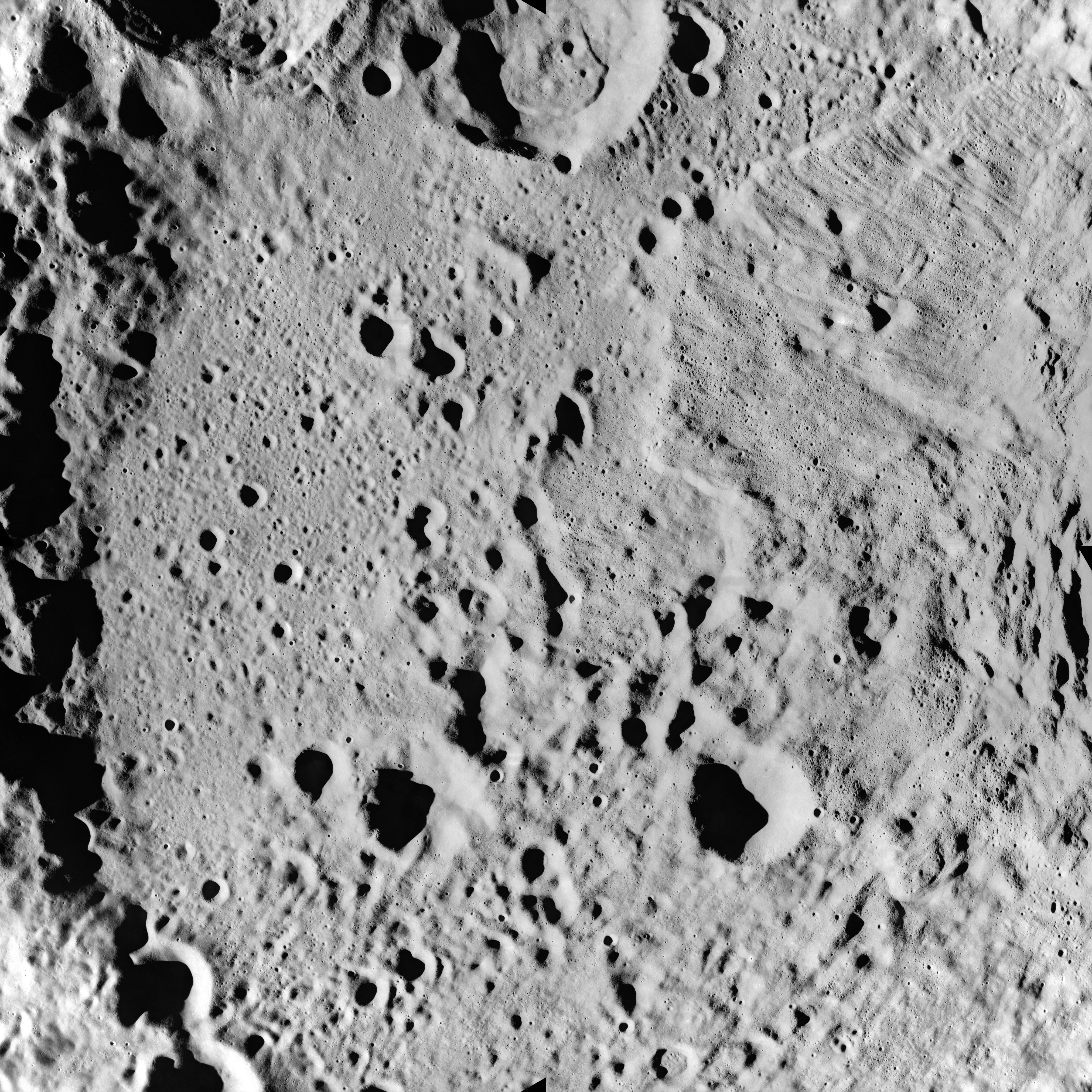
Снимок кратера с борта Аполлона-17.
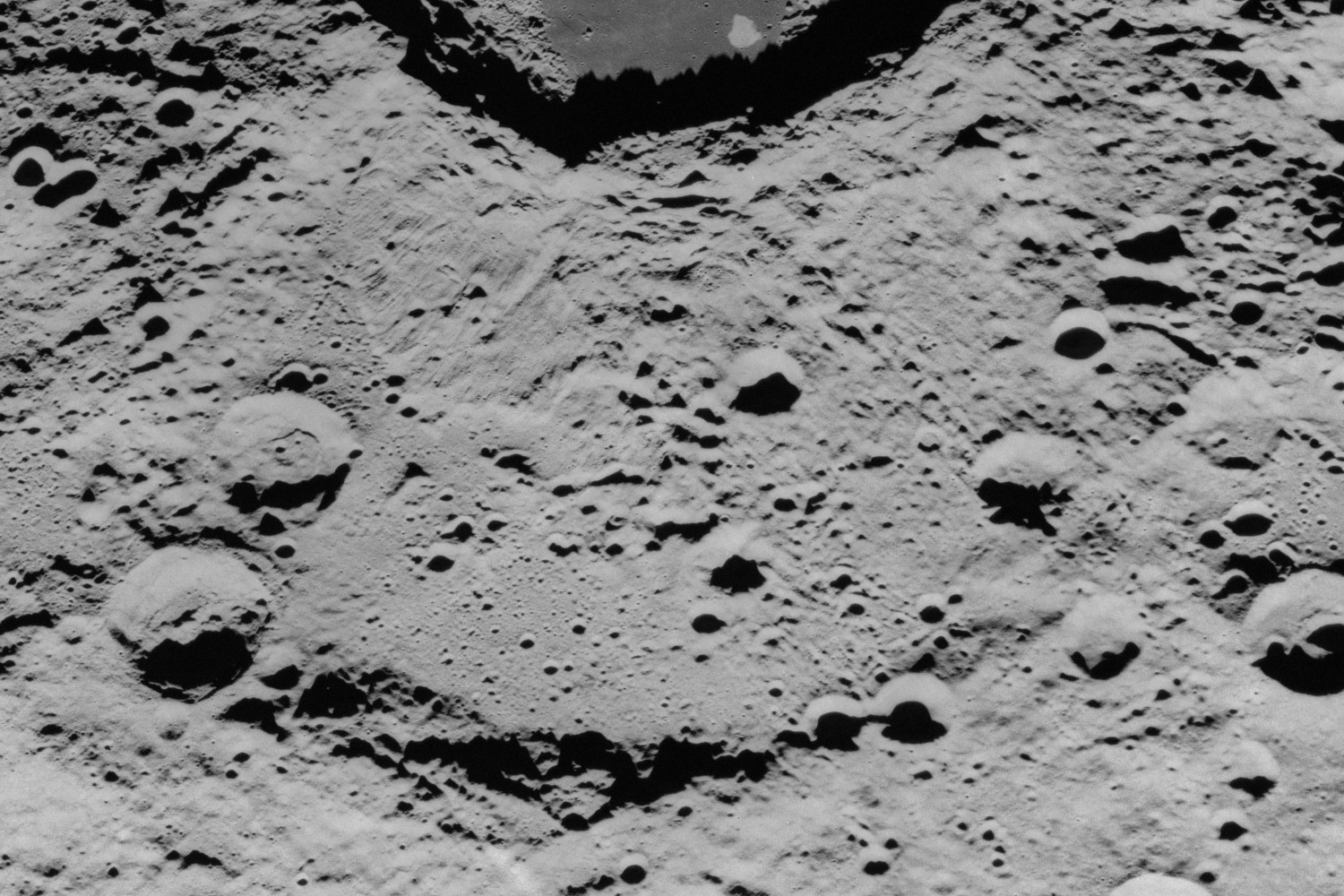
Снимок кратера с борта Аполлона-17.